# Lewis Gilbert
Pour les articles homonymes, voir Gilbert.

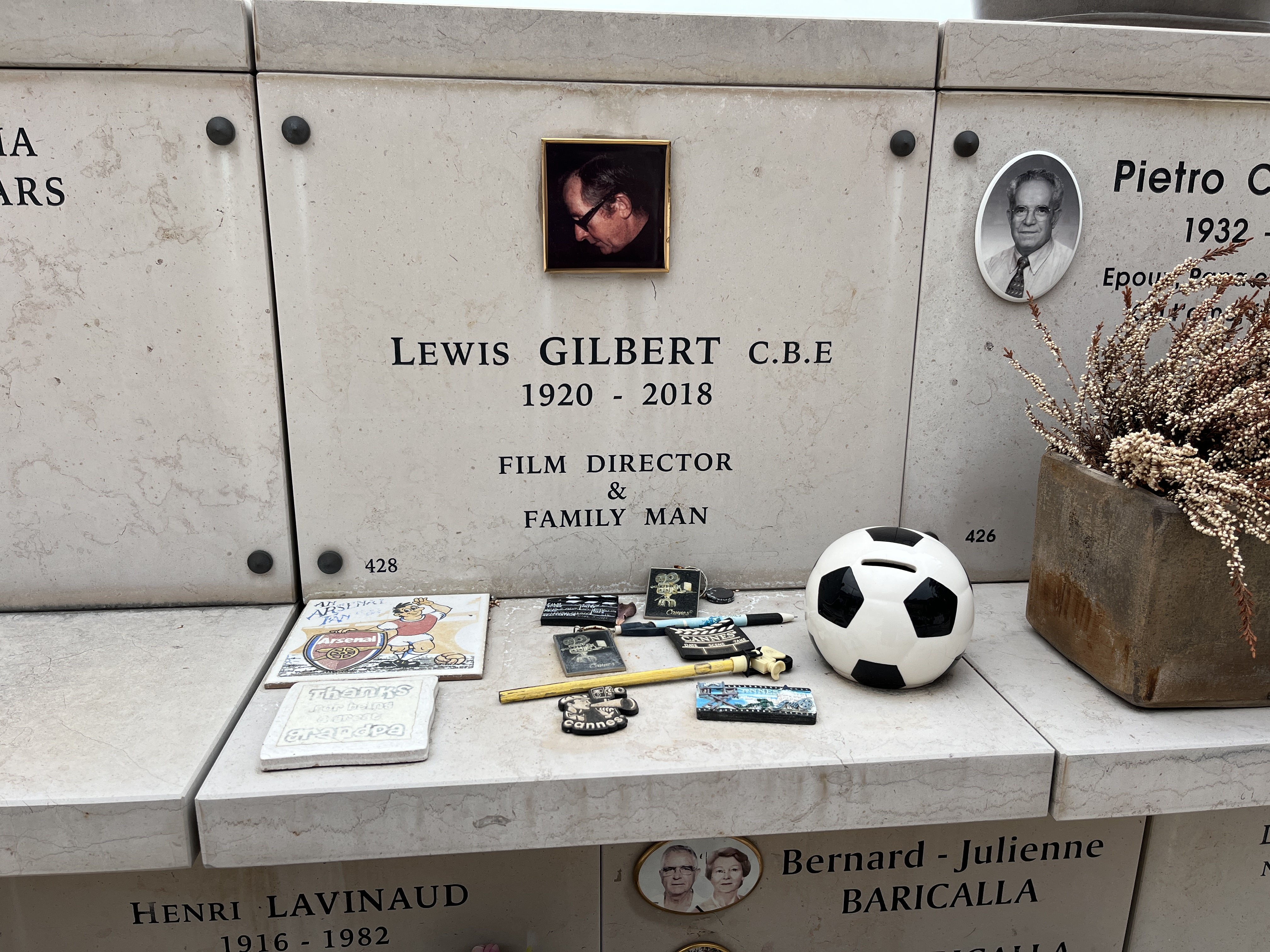
Sépulture de Lewis Gilbert au cimetière de Monaco.

Lewis Gilbert est un réalisateur, scénariste, producteur et acteur britannique né le 6 mars 1920 à Hackney district de Londres (Royaume-Uni) et mort le 23 février 2018 à Monaco.

## Biographie
Durant la Seconde Guerre mondiale, Lewis Gilbert réalise des documentaires pour le service cinématographique de la RAF. Dans les années 1950 et 1960, il se fait remarquer en mettant en scène films de guerre, policiers et comédies. Lors du Festival de Cannes 1966, il reçoit le prix spécial du jury pour Alfie le dragueur avec Michael Caine.
Lewis Gilbert est surtout connu pour avoir réalisé trois films de James Bond à succès : On ne vit que deux fois (1967) avec Sean Connery, puis L'Espion qui m'aimait (1977) et Moonraker (1979) avec Roger Moore.

## Filmographie

### Comme réalisateur
- 1944 : Sailors Do Care
- 1945 : The Ten Year Plan
- 1946 : Under One Roof
- 1946 : Arctic Harvest
- 1947 : La Petite Ballerine (en) (The Little Ballerina)
- 1950 : Once a Sinner (en)
- 1951 : Le Mur de la mort (en) (There Is Another Sun)
- 1951 : Scarlet Thread (en)
- 1952 : Cherchez ces trois hommes (en) (Emergency Call)
- 1952 : Le Voyou (en) (Cosh Boy)
- 1952 : Time Gentlemen, Please! (en)
- 1953 : Janek prend la fuite (en) (Johnny on the Run)
- 1953 : Prisonnier fantôme (en) (Albert R.N.)
- 1954 : Les bons meurent jeunes (The Good Die Young)
- 1954 : The Sea Shall Not Have Them (en)
- 1955 : L'assassin s'était trompé (en) (Cast a Dark Shadow)
- 1956 : Vainqueur du ciel (Reach for the Sky)
- 1957 : L'Admirable Crichton (en) (The Admirable Crichton)
- 1958 : A Cry from the Streets (en)
- 1958 : Agent secret S.Z. (Carve Her Name with Pride)
- 1959 : Visa pour Hong Kong (Ferry to Hong Kong)
- 1960 : Light Up the Sky! (en)
- 1960 : Coulez le Bismarck ! (Sink the Bismarck!)
- 1961 : Un si bel été (The greengage summer / Loss of innocence)
- 1962 : Les Mutinés du Téméraire (H.M.S. Defiant)
- 1964 : La Septième Aube (The 7th Dawn)
- 1966 : Alfie le dragueur (Alfie)
- 1967 : On ne vit que deux fois (You Only Live Twice)
- 1970 : Les Derniers Aventuriers (The Adventurers)
- 1971 : Deux Enfants qui s'aiment (Friends)
- 1974 : Paul et Michèle (Paul and Michelle)
- 1975 : Sept Hommes à l'aube (Operation: Daybreak)
- 1976 : Sept Nuits au Japon (Seven Nights in Japan)
- 1977 : L'Espion qui m'aimait (The Spy Who Loved Me)
- 1979 : Moonraker
- 1983 : L'Éducation de Rita (Educating Rita)
- 1986 : Not Quite Paradise (en)
- 1989 : Shirley Valentine
- 1991 : Un amour de prof (Stepping Out)
- 1995 : Haunted
- 2002 : Before You Go

### Comme scénariste
- 1945 : The Ten Year Plan
- 1948 : La Petite Ballerine (en) (The Little Ballerina)
- 1949 : Marry Me
- 1952 : Cherchez ces trois hommes (en) (Emergency Call)
- 1952 : Le Voyou (en) (Cosh Boy)
- 1954 : Les bons meurent jeunes (The Good Die Young)
- 1954 : The Sea Shall Not Have Them (en)
- 1956 : Vainqueur du ciel (Reach for the Sky)
- 1957 : L'Admirable Crichton (en) (The Admirable Crichton)
- 1958 : Agent secret S.Z. (Carve Her Name with Pride)
- 1959 : Visa pour Hong-Kong (Ferry to Hong Kong)
- 1970 : Les Derniers Aventuriers (The Adventurers)
- 1995 : Haunted

### Comme producteur
- 1953 : Janek prend la fuite (en) (Johnny on the Run)
- 1960 : Light Up the Sky! (en)
- 1966 : Alfie le dragueur (Alfie)
- 1970 : Les Derniers Aventuriers (The Adventurers)
- 1971 : Deux Enfants qui s'aiment (Friends)
- 1974 : Paul et Michèle (Paul and Michelle)
- 1976 : Sept Nuits au Japon (Seven Nights in Japan)
- 1983 : L'Éducation de Rita (Educating Rita)
- 1986 : Not Quite Paradise (en)
- 1989 : Shirley Valentine
- 1991 : Un amour de prof (Stepping Out)
- 1995 : Haunted

### Comme acteur
- 1939 : Mademoiselle Crésus (Over the Moon)
- 1979 : Moonraker : L'homme sur la place St-Marc

## Distinctions
- Prix spécial du Jury au Festival de Cannes 1966 pour Alfie le dragueur ;